# Johann Julius Seidel
Johann Julius Seidel (* 14. Juli 1810 in Breslau, Königreich Preußen; † 13. Februar 1856 ebenda) war ein schlesischer Organist und Orgeltheoretiker. Sein Buch Die Orgel und ihr Bau wird als Standardwerk bis in die Gegenwart zitiert.

## Leben und Wirken
Johann Julius Seidel stammte aus einer einfachen Breslauer Bürgerfamilie. Er besuchte mehrere Schulen, zuletzt das Gymnasium zu St. Elisabeth, das seine Eltern nur bis zur Tertia bezahlen konnten. Ab seinem 11. Lebensjahr erlernte er das Klavierspiel, bald danach auch das Orgelspiel. Bei dem Orgelbauer (Johann Christian Benjamin?) Müller erhielt er Kenntnisse über den Orgelbau.
Johann Julius Seidel war seit 1834 Organist an der Armenhauskirche in Breslau. 1837 übernahm er die Stelle seines Lehrers Atze an der Kirche St. Christophori. 1844 eröffnete er außerdem ein Institut für Harmonielehre, Orgelspiel und Orgelbautheorie in Breslau. Ein Schüler war der spätere Komponist Johann Vogt.
Johann Julius Seidel starb  1856 in seiner Heimatstadt Breslau im Alter von 45 Jahren.
Er schuf einige Kompositionen, vor allem für Orgel, die jedoch keine größere Resonanz fanden. Er führte an einigen Orgeln kleinere Veränderungen und Reparaturen durch, wie das Austauschen eines Registers.
Seine bedeutendsten Tätigkeiten waren aber Veröffentlichungen zum Orgelbau.

## „Die Orgel und ihr Bau“

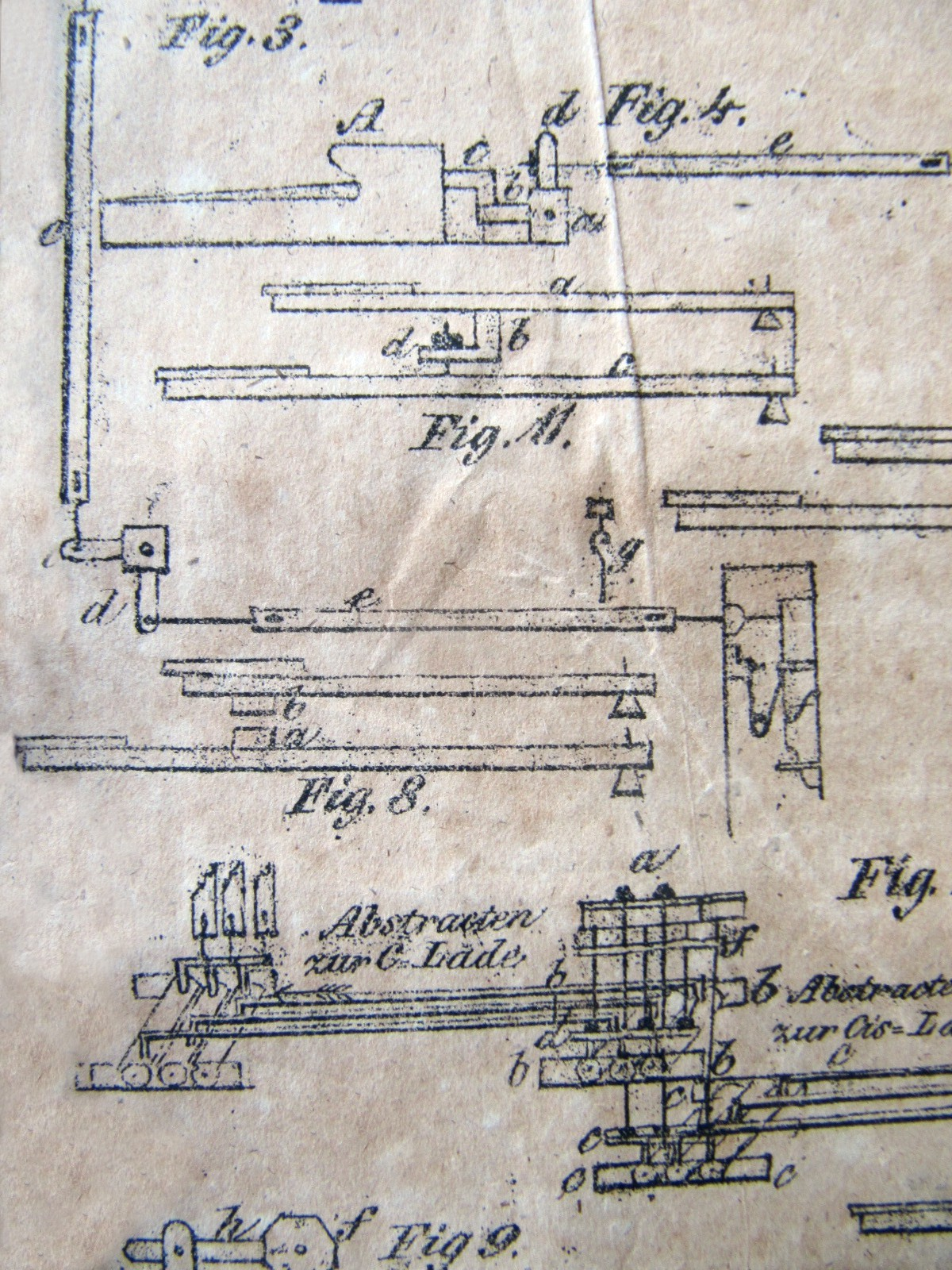
Abbildung aus Die Orgel und ihr Bau

1843 veröffentlichte Seidel das Werk Die Orgel und ihr Bau. Darin beschreibt er den Aufbau von Orgeln, mit vielen detaillierten Schilderungen und zahlreichen Dispositionen von Orgeln seiner Zeit aus Schlesien und anderen deutschsprachigen Gebieten.
Dieses wurde von vielen Fachleuten gelobt, unter anderem vom Komponisten Felix Mendelssohn Bartholdy und den bekannten Orgelbauern Carl August Buchholz und Johann Friedrich Schulze.
Er verfasste im folgenden Jahr eine zweite erweiterte Auflage. Bald danach erschienen Übersetzungen in die niederländische und englische Sprache.
Nach seinem Tod wurden zwei erweiterte Ausgaben von anderen Autoren veröffentlicht.
Das Werk wird bis in die Gegenwart in orgelbautheoretischen Texten zitiert.
Ausgaben von Seidel
- Die Orgel und ihr Bau. Ein systematisches Handbuch für Cantoren, Organisten, Schullehrer, Musikstudirende etc. so wie für Geistliche, Kirchenvorsteher und alle Freunde der Orgel und des Orgelspiels, herausgegeben von J. J. Seidel. F. E. C. Leuckart, Breslau 1843. 204 Seiten Digitalisat

- Die Orgel und ihr Bau. (...). 2., verb. und sehr verm. Aufl. F. E. C. Leuckart, Breslau, 1844. 289 Seiten Digitalisate Digitalisat

Übersetzungen
- Het orgel en deszelfs zamenstel. systematisch handboek voor organisten, schoolonderwijzers, beoefenaars der muzijk, enz. ; alsmede voor kerkmeesters en liefhebbers van het orgel en orgelspel, uit het hoogduitsch vert. en verm. door S. Meijer. Wilkens, Groningen 1845.
- The organ and its construction : a systematic hand-book for organists, organ-builders, &c.; translated from the German of J.J. Seidel. Ewer, London 1852. Digitalisat

Spätere Ausgaben
- Die Orgel und ihr Bau. Hrsg. von C[arl]. Kuntze. 3. gänzlich umgearb. Aufl. F. E. C. Leuckart, Leipzig 1875. 179 S.
- Die Orgel und ihr Bau. ein systemisches Handbuch für Organisten, Orgelrevisoren und Kirchenvorstände. Hrsg. von B. Kothe. 4. verb. und sehr verm. Aufl. F. E. C. Leuckart, Leipzig 1887. 349 S. Digitalisat
- Die Orgel und ihr Bau. Facsimile von 1843. F. A. M. Knuf, Amsterdam 1962.
- Die Orgel und ihr Bau. Unveränderter Nachdruck der Ausgabe Breslau, 1843, 3. Nachdruck. Knuf, Buren  1987. ISBN 90-6027-472-5